# Straßenbahn Mühlhausen

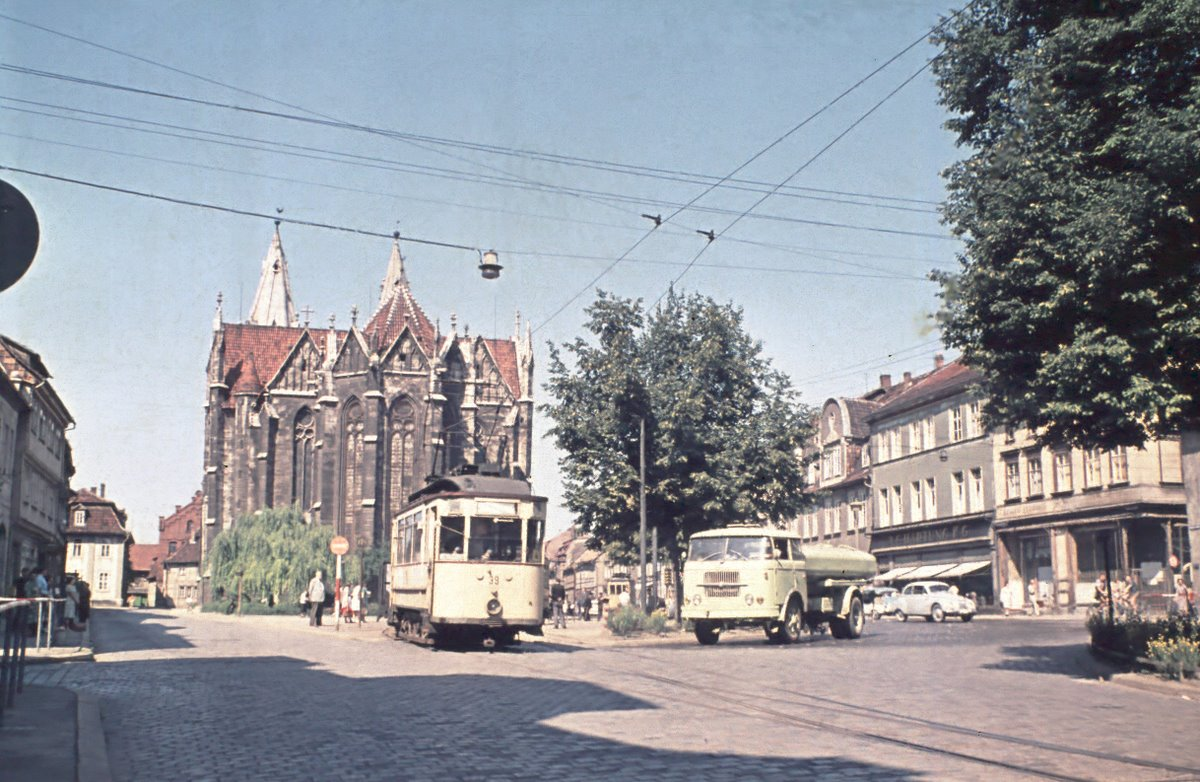
Straßenbahn auf dem Untermarkt 1959

Die Straßenbahn Mühlhausen war ein Straßenbahnbetrieb, der von 1898 bis 1969 in der heute zu Thüringen gehörenden Stadt Mühlhausen bestand.

## Geschichte
Ab 1878 plante man in der Stadt Mühlhausen, die damals zum Regierungsbezirk Erfurt in der preußischen Provinz Sachsen gehörte, den Bau einer Pferdebahn, ab 1895 dann eine Gasbahn. 1897, bei einer Einwohnerzahl von rund 30.000, erteilte man schließlich die Konzession für eine elektrische Straßenbahn an die Elektrizitäts-AG vormals Schuckert & Co. in Nürnberg, von der sie am Beginn des Jahres 1899 auf die Continentale Gesellschaft für elektrische Unternehmungen in Nürnberg überging.
Später übernahm die Stadt selbst den Straßenbahnbetrieb und das Elektrizitätswerk. Die Elektrizitätswerk und Überlandzentrale Mühlhausen in Thüringen GmbH wurde um 1940 in Überlandwerk Nordthüringen GmbH umbenannt.

## Strecken
Die erste Strecke begann am Bahnhof und führte ab 21. Dezember 1898 in westlicher Richtung durch die Unterstadt, am Bastmarkt mit der Wagenhalle vorbei zur Aue, wo 1911 das neue Depot entstand; dann ging es weiter bis zum Popperöder Brunnenhaus. Am 24. Januar 1899 wurde die Ausflugsgaststätte Weißes Haus im Mühlhäuser Stadtwald erreicht. Die Vollendung des Netzes erfolgte 1901, als vom Bahnhof eine Parallelstrecke durch die Oberstadt zum Frauentor und zur Aue mit einer Querverbindung zum Bastmarkt eröffnet wurde.
Im Außenbereich kamen noch zwei kürzere Strecken hinzu: 1911 wurde eine Zweigstrecke von der Feldweiche zur neu errichteten Landesheil- und Pflegeanstalt Pfafferode errichtet. Diese Strecke diente auch dem Güterverkehr: zunächst wurden hier Baumaterialien, später Kohle und andere Güter zur Pflegeanstalt transportiert. Am 1. Juli 1965 wurde der Abschnitt stillgelegt.
1939 wurde vom Prinzenhaus (kurz vor dem Endpunkt Weißes Haus) eine 1,2 km lange Zweigstrecke zum Rüstungsbetrieb Gerätebau GmbH im Mühlhäuser Stadtwald errichtet. Die Strecke wurde 1946 stillgelegt.
Das eingleisig in Meterspur angelegte Gleisnetz erreichte eine Länge von rund zwölf Kilometern und wurde 1939 von 26 Triebwagen, 17 Beiwagen und 12 Güterwagen befahren. Außerdem waren 7 Omnibusse vorhanden, die seit dem 16. Mai 1937 mit zwei Linien das Straßenbahnnetz ergänzten.
1966 gab es zwei Linien, die jeweils im Viertelstundentakt fuhren:
- Unterstadtlinie: Bahnhof – August-Bebel-Straße – Erfurter Straße – Felchtaer Straße – Lentzeplatz – Wanfrieder Straße – Aue – Schwanenteich – Popperöder Brunnenhaus – Prinzenhaus – Weißes Haus (Zum Wald)
- Oberstadtlinie: Bahnhof – Karl-Marx-Straße – Steinweg – Blobach – Johannisstraße – Marcel-Verfaillie-Allee – Aue

## Stilllegung
Die Linie durch die Oberstadt wurde am 6. Juli 1968 stillgelegt. Die Stilllegung wurde mit der Trassenführung in der Oberstadt durch das Äußere Frauentor begründet. Die Linie durch die Unterstadt folgte am 27. Juni 1969. Hier war der wachsende motorisierte Individualverkehr auf der Fernverkehrsstraße 249 der Grund für die Stilllegung. Die F 249 verlief damals noch durch die Innenstadt (Erfurter Tor – Felchtaer Straße – Bastmarkt – Wanfrieder Straße). Zwischen Untermarkt und Aue folgte die Straßenbahn dem Verlauf der F 249. Besonders an der engen und kurvenreichen Durchfahrt zwischen Lentzeplatz und Bastmarkt wurde die Straßenbahn verkehrstechnisch als Hindernis wahrgenommen.
Seitdem verkehren im Stadtverkehr von Mühlhausen Buslinien, die heute von der Stadtbus-Gesellschaft Mühlhausen und Sondershausen betrieben werden.